# Oreneta cua-rogenca europea
La oreneta cuarrogenca europea, més coneguda com a oreneta cua-rogenca, oroneta cua-rogenca al País Valencià o oronella coa-rogenca a les Balears (Cecropis rufula; syn: cecropis daurica rufula) és un ocell de la família dels hirundínids (Hirundinidae). Nidifica al sud d'Europa i el nord d'Àfrica arribant per l'est fins a l'Iran, el Pakistan i el nord-oest de l'Índia. Durant l'hivern migra cap a l'Àfrica i el sud-oest asiàtic.
Als Països Catalans és un ocell estival (de març a octubre), on només manca a les Balears i Andorra. Es calcula que venen cada any unes 2.000 parelles.

## Taxonomia
L'oreneta cuarrongenca europea va ser descrita formalment el 1835 pel zoòleg holandès Coenraad Jacob Temminck amb el nom binomial Hirundo rufula. L'epítet específic prové del llatí rufulus que significa "vermellós".
Anteriorment l'oreneta cuarrogenca europea era tractada com una subespècie de Cecropis daurica. El Congrés Ornitològic Internacional, en la seva llista mundial d'ocells (versió 14.2, 2024), promogué una reorganització taxonòmica important del gènere Cecropis, segmentant aquest tàxon en tres espècies en funció de diferències morfològiques i la divergència genètica. Una d'aquestes noves espècies és l'oreneta cuarrongenca europea, la qual es considera monotípica, és a dir, no se'n reconeix cap subespècie.
El IOC mantingué l'epítet específic original (Cecropis daurica) per a designar a l'oreneta cua-rogenca oriental - stricto sensu.
Altres obres taxonòmiques, com el Handook of the Birds of the World i la quarta versió de la BirdLife International Checklist of the birds of the world (Desembre 2019), el consideren encara una subespècie de Cecropis daurica.

## Morfologia
- Té la cua forcada, però no tant com l'oreneta vulgar.
- Destaca pel seu carpó lleugerament vermellós i per la franja ocular i pel clatell igualment vermellosos.
- El capell i el dors són de color blau fosc i la part inferior és de color rosat, amb un fi puntejat, més fosc.
- Fa uns 18 centímetres de longitud.

## Costums
És un ocell que migra en petits estols a l'Àfrica i a l'Àsia, però és força escassa, i encara més durant el pas corresponent a la tardor.

## Alimentació
S'alimenta d'insectes que atrapa al vol.

## Reproducció

Ous

Les poques parelles reproductores catalanes se situen en zones obertes amb alguns arbres, en les zones del Cap de Creus i en alguna altra del litoral gironí. En els penya-segats, en les cornises dels edificis i, sobretot, en les voltes de petits ponts, la parella d'orenetes hi fixa un niu de fang amb entrada tubular i el revesteix amb herbes seques i plomes. A l'abril-juny la femella pon 3 o 6 ous que ha de covar durant 14-16 dies. L'alimentació dels novells és duta a terme per ambdós pares i aquells deixen el niu al cap de 20 dies. Fan dues cries.

## Distribució geogràfica
Se la pot trobar a Euràsia (des de la península Ibèrica fins a l'Índia i l'Iran) i a l'Àfrica tropical.
La població d'aquesta espècie és molt minsa als Països Catalans (fa 30 anys no hi niava) però es troba en expansió gràcies a l'arribada d'exemplars de l'Europa Oriental.